# Diklipharder
De diklipharder (Chelon labrosus) is een vis die van oorsprong voorkomt in de wateren van de Benelux.
Deze vis komt voor langs de kust en in de monding van rivieren.

## Kenmerken
De bovenzijde van het lichaam is zilverachtig blauwgroen, terwijl de onderzijde lichter tot bijna wit is. Volwassen dieren hebben donkere lengtestrepen. De kleine bek met de verdikte bovenlip vertoont een aantal wratachtige bobbeltjes. Hij heeft tamelijk grote schubben zonder zijlijn. De beide rugvinnen, waarvan de eerste vier harde vinstralen bevat, vertonen veel overeenkomsten met een baarzenvin. De tweede rugvin en de aarsvin zijn hoekig en de staartvin is gevorkt. Hij wordt maximaal 75 centimeter lang en 5 kg zwaar.

## Leefwijze
Deze scholenvis leeft vooral van plankton, algen en kleine bodemdieren. De onverteerbare delen worden er met de kieuwzeefborstels uitgefilterd. Kennelijk is het menu van de harders vooral afgestemd op vezelrijk plantaardig materiaal. Hij heeft daarom het lange spijsverteringskanaal van de vegetariër, en bovendien een gespierde "kauwmaag" voor een efficiënte vertering.

## Verspreiding en leefgebied
Deze soort komt voor in de noordoostelijke Atlantische-, Middellandse Zee en de westelijke Zwarte Zee in ondiepe kustwateren en riviermonden.